# 1954 год в истории изобразительного искусства СССР
1954 год был отмечен многими событиями, оставившими заметный след в истории советского изобразительного искусства.

## События

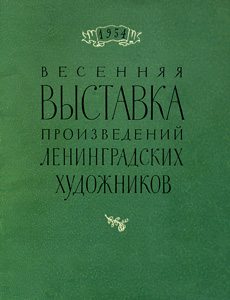
Каталог выставки

- 12 февраля открыта Вологодская областная картинная галерея. В собрании галереи представлены работы выдающихся русских и зарубежных художников Дж. Доу, В. М. Васнецова, М. В. Нестерова, М. А. Врубеля, А. Н. Бенуа, А.А. Борисова, М. П. Клодта, Н.А. Клодта, А. И. Куинджи, К. Я. Крыжицкого, И. К. Айвазовского, И. И. Левитана, С. Ю. Жуковского, В. В. Верещагина, И. Е. Репина, В. Д. Поленова, М. Х. Аладжалова, И. П. Богданова. Представлены также картины вологодских художников. Единственная в области картинная галерея.
- «Весенняя выставка произведений ленинградских художников» открылась в залах Ленинградского Союза советских художников с участием Давида Альховского, Ивана Андреева, Евгении Антиповой, Леонида Байкова, Николая Баскакова, Дмитрия Беляева, Виталия Вальцева, Александра Ведерникова, Глеба Вернера, Василия Викулова, Николая Володимирова, Николая Галахова, Якова Голубева, Владимира Горба, Вячеслава Загонека, Рубена Захарьяна, Леонида Кабачека, Майи Копытцевой, Бориса Корнеева, Елены Костенко, Анны Костиной, Геворка Котьянца, Бориса Лавренко, Ивана Лавского, Валерии Лариной, Сергея Ласточкина, Анатолия Левитина, Александры Леаушиной, Гавриила Малыша, Шаи Меламуда, Алексея Можаева, Николая Мухо, Самуила Невельштейна, Юрия Непринцева, Сергея Осипова, Юрия Подляского, Михаила Понятова, Анатолия Прошкина, Игоря Раздрогина, Льва Русова, Ивана Савенко, Владимира Селезнёва, Арсения Семёнова, Владимира Серова, Юрия Скорикова, Игоря Скоробогатова, Елены Скуинь, Виктора Тетерина, Николая Тимкова, Михаила Ткачёва, Леонида Ткаченко, Бориса Угарова, Петра Фомина, Сергея Фролова, Лидии Фроловой-Багреевой, Бориса Харченко, Александра Шмидта и других ленинградских живописцев.[1][2][3]
- 6 июня в Москве на Тверской площади (до 1993 года называвшейся Советской), напротив здания Мэрии Москвы (ранее - Моссовета) был открыт скульптурный памятник «основателю города» князю Юрию Долгорукому. Авторы памятника - скульпторы С. М. Орлов, А. П. Антропов, Н. Л. Штамм, архитектурное оформление В. Андреева.
- Председателем Ленинградского Союза Советских художников избран живописец Иосиф Александрович Серебряный, занимавший этот пост до 1957 года.[4]
- Выставка «Советское изобразительное искусство» показана в городах КНР: Пекине, Шанхае, Кантоне, Ханчжоу. Среди представленных произведений 131 автора работы Вячеслава Загонека, Александра Лактионова, Бориса Корнеева, Юрия Непринцева, Ивана Савенко, Владимира Серова, Юрия Тулина и других советских художников.[5]
- 17 ноября в Ленинграде в Государственном Русском музее открылась «Выставка произведений ленинградских художников» с участием 217 мастеров изобразительного искусства Ленинграда, в том числе Всеволода Баженова, Николая Баскакова, Петра Белоусова, Георгия Бибикова, Анатолия Васильева, Ростислава Вовкушевского, Николая Галахова, Владимира Горба, Абрама Грушко, Петра Ивановского, Михаила Козелла, Марина Козловской, Татьяны Копниной, Майи Копытцевой, Елены Костенко, Геворка Котьянца, Бориса Лавренко, Дмитрия Маевского, Евсея Моисеенко, Николая Мухо, Михаила Натаревича, Самуила Невельштейна, Владимира Овчинникова, Льва Русова, Александра Семёнова, Арсения Семёнова, Елены Скуинь, Виктора Тетерина, Николая Тимкова, Михаила Ткачёва, Юрия Тулина, Александра Шмидта и других ленинградских художников.[6][7]

## Скончались
- 14 апреля — Авилов Михаил Иванович, русский советский живописец и педагог, Заслуженный деятель искусств Российской Федерации, действительный член Академии художеств СССР, профессор ЛИЖСА им. И. Е. Репина (род. в 1882)
- 28 июня — Боголюбов Вениамин Яковлевич, советский скульптор, лауреат Сталинской премии (род. в 1895).
- 23 августа — Шервуд Леонид Владимирович, советский скульптор (род. в 1871).
- 5 декабря — Юдовин Соломон Борисович, российский советский художник-график (род. в 1892).
- 29 декабря — Горюшкин-Сорокопудов Иван Силыч, русский советский живописец, график и педагог, Заслуженный деятель искусств РСФСР (род. в 1873).

### Полная дата неизвестна
- Табурин Владимир Амосович, русский советский график (род. в 1870).

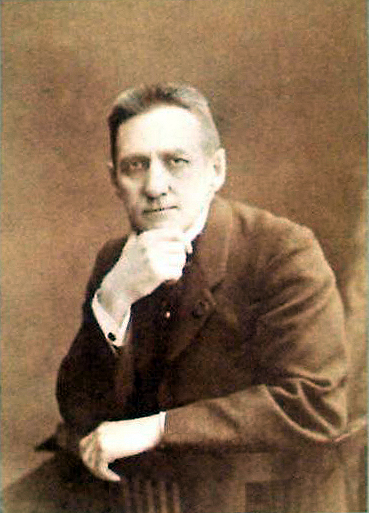
Владимир Табурин